# Dicicloverina

Dicicloverina

La dicicloverina è un farmaco anticolinergico che agisce bloccando i recettori muscarinici. È stata sintetizzata per la prima volta nel 1947.

## Utilizzi
La dicicloverina è utilizzata per la cura dell'ipermotilità intestinale, della sindrome dell'intestino irritabile. Bloccando l'attività dell'acetilcolina a livello del recettore muscarinico, riduce l'entità degli spasmi intestinali.

## Effetti avversi
Gli effetti avversi caratteristici sono quelli antimuscarinici tipici, tra cui xerostomia e delirio.